# Juozapas
Juozapas ist ein  litauischer männlicher Vorname. Er ist eine Variante des Namens Josef. Das Diminutiv des Namens ist Juozas.

## Ableitungen
- Juozapaitis
- Juozapavičius

## Namensträger
- Juozapas Algirdas Katkus (1936–2011), litauischer Politiker
- Juozapas Antanas Kosakovskis (1772–1842), General, Adjutant von Napoleon, Anhänger von Tadeusz Kościuszko während der polnisch-litauischen Aufstände im 19. Jahrhundert, siehe Joseph Korwin-Kossakowski
- Juozapas Kazimieras Kosakovskis (1738–1794), römisch-katholischer Bischof, siehe Joseph Kasimir Kossakowski
- Juozapas Matulaitis (* 1936), litauischer römisch-katholischer Bischof
- Juozapas Radavičius (1857–1911), litauischer Orgelbauer
- Juozapas Jonas Skvireckas (1873–1959), römisch-katholischer Erzbischof von Kaunas
- Juozapas Tartilas (* 1940), litauischer Ingenieur, Professor und Politiker